# Thored
Thored (fl. 979-992) est un baron anglo-scandinave de la seconde moitié du Xe siècle. D'origine incertaine, il occupe le poste d'ealdorman d'York dans les années 980 et 990, sous le règne d'Æthelred le Malavisé. Il est vraisemblablement le père d'Ælfgifu, la première femme d'Æthelred. Il est mentionné dans les sources pour la dernière fois en tant que chef d'une armée battue par les Danois en 992.

## Biographie
L'ascendance de Thored est incertaine. Le Liber Eliensis mentionne un certain Thorth, fils de l'ealdorman Oslac d'York, en poste de 966 à 975, qui pourrait être Thored, mais la plupart des historiens modernes considèrent plutôt qu'il est le fils d'un certain Gunnar, un propriétaire terrien du Yorkshire qui a peut-être été lui aussi ealdorman. Ce Thored, fils de Gunnar, est mentionné pour la première fois dans la Chronique anglo-saxonne en 966 comme chef d'un raid sur le Westmorland.
Thored apparaît en tant qu'ealdorman sur plusieurs chartes du règne d'Æthelred le Malavisé émises entre 979 et 989. Il est possible qu'il ait directement succédé à Oslac en 975. Ælfgifu, la première femme d'Æthelred, est selon toute vraisemblance sa fille, ce qui suggère qu'il entretient de bonnes relations avec le roi, ou que ce dernier a cherché par ce mariage à se concilier un puissant baron du nord de l'Angleterre. En revanche, l'archevêque d'York Oswald de Worcester a laissé un mémorandum dans lequel il mentionne une série de domaines qui ont été selon lui « volés » à l'archevêché par Thored.
La dernière mention de Thored dans la Chronique anglo-saxonne apparaît sous l'année 992. Avec l'ealdorman Ælfric et les évêques Ælfstan (de Londres ou de Rochester) et Æscwig de Dorchester, il est chargé par Æthelred de mener la défense contre une flotte danoise. La trahison d'Ælfric, qui avertit les Vikings, aboutit à une défaite anglaise. Il est possible que Thored soit mort durant l'affrontement, ou qu'il soit tombé en disgrâce. Un Mercien nommé Ælfhelm lui succède. Un certain Æthelstan, tué à la bataille de Ringmere en 1010, pourrait être son fils.